# Senad Sahmanovic
Senad Sahmanovic (escrito también como Senad Šahmanović, nacido en 1982) es un director y guionista montenegrino.

## Biografía
Šahmanović nació en Montenegro en 1982. Estudió en la Facultad de Arte Dramático de Cetiña. Su cortometraje Tranquility of Blood, estrenado en el Festival Internacional de Cine de Tampere, se ha proyectado en más de 40 festivales internacionales (Busan, Sarajevo, Odense, DokuFest) y ha ganado varios premios como el gran premio en el Festival Internacional de Cine Dramático de 2015. Senad trabajó con Claudia Bottino en Hunt, un cortometraje que fue seleccionado en el European Short Pitch - Nisi Masa 2017.
Estrenó su ópera prima, Sirin, en 2023. La misma fue seleccionada como la entrada montenegrina a la mejor película internacional en la Premios Óscar 2024.

## Filmografía
- Sirin (2023)